# Кемі Етрідж
Кемі Етрідж (англ. Kamie Ethridge, 21 квітня 1964) — американська баскетболістка.
Олімпійська чемпіонка 1988 року.
Переможниця Панамериканських ігор 1987 року.
Чемпіонка світу 1986 року.
Переможниця літньої універсіади 1985 року.